# لويس شيفروليه
لويس شيفروليه (بالإنجليزية: Louis Chevrolet)‏ (25 ديسمبر 1878 في كانتون نوشاتيل - 6 يونيو 1941 في ميشيغان). كان مهندس ومؤسس شركة شيفروليه للمحركات التي تنتمي اليوم إلى مجموعة جنرال موتورز

## حياته
في عام 1886 تركت عائلته سويسرا وسافرت إلى بورغونيا للعيش هناك، اشتغل لويس لوقت طويل كميكانيكي قبل أن يهاجر عام 1900 إلى مونتريال في كندا. وفي السنة التالية غادر إلى نيويورك في الولايات المتحدة الأمريكية.شارك شفروليه في عدة سباقات ممثلا شركات مثل فيات عام 1905 ، وعمل لاحقا مع شركه فلادلفيا حيث طوروا سيارات سباق ذات الدفع الأمامي، أكمل شفروليه مسيرته بالسباقات عندما توظف في شركة بيويك عندها كون صداقة مع مؤسس شركه بيويك ومجموعة جنرال موتورز وليام دورانت. تعلم الكثير حول كيفية تصميم السيارات وبدأ في العمل على تصميم بعض المحركات لتطوير السيارات الجديدة، وبعد وقت قصير أصبح شريكا مع وليام دورانت وأسس شركة شيفروليه للمحركات في مدينة ديترويت، ميشيغان الأمريكية. في عام 1915 باع شيفروليه أسهمه في شركة السيارات. ثم بدأ تصميم سيارات السباق، أسس شيفروليه مع أخيه آرثر شركة شيفروليه إخوان للطائرات عام 1929 لكنها فشلت.